# Odo von Metz

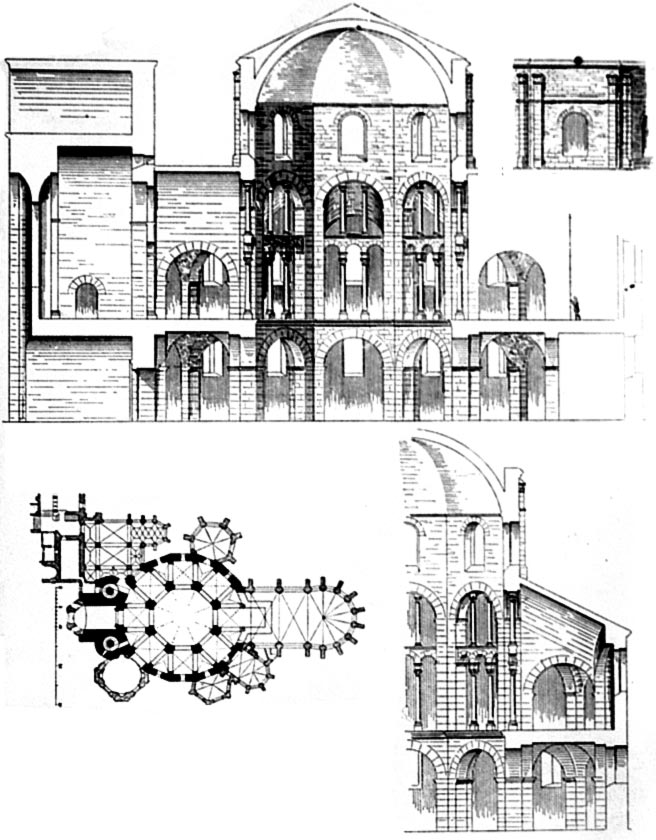
Rekonstruktion der Aachener Pfalzkapelle, spätere Anbauten unten links.

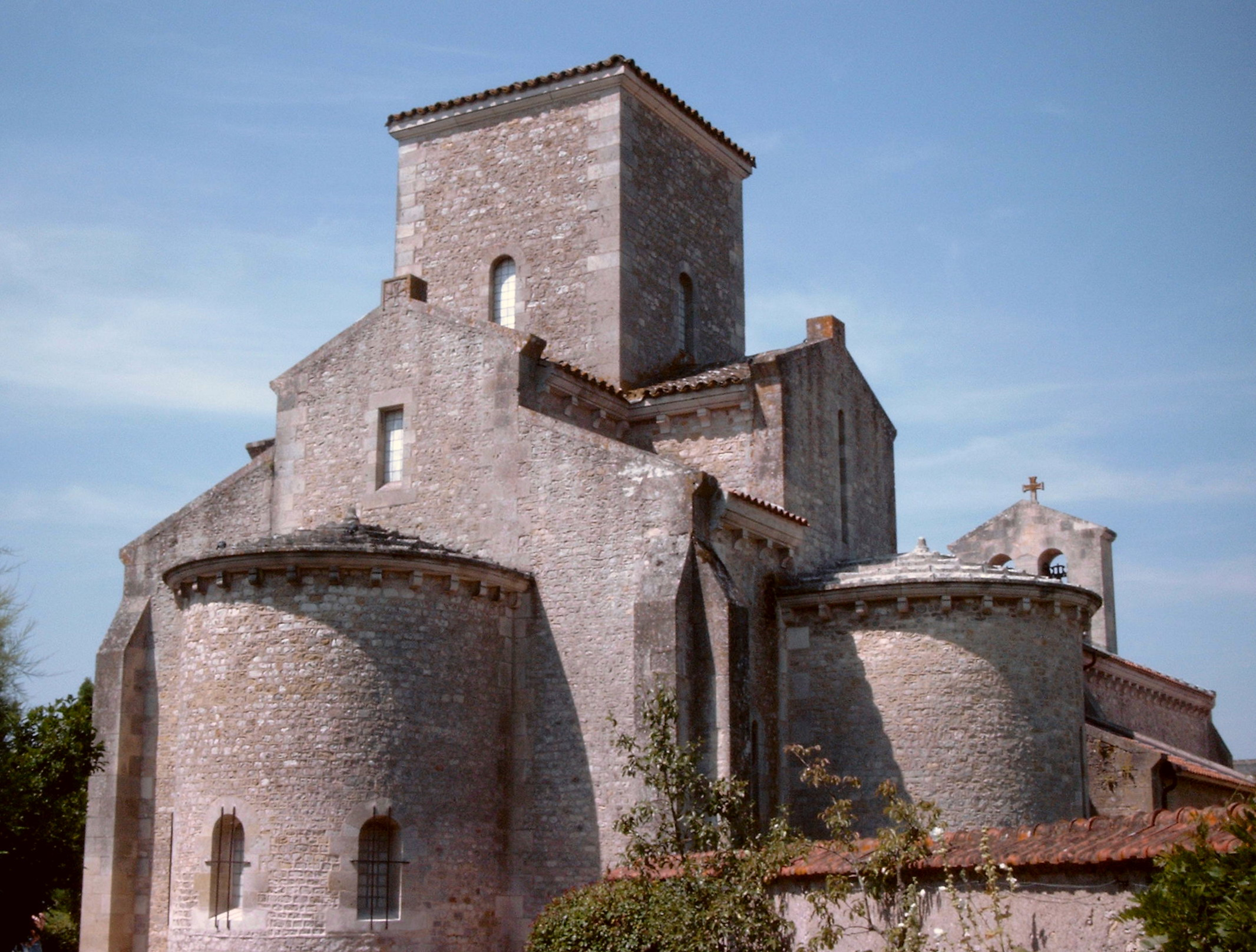
Oratorium von Germigny-des-Prés

Odo von Metz war ein fränkischer Baumeister, der zur Zeit Karls des Großen lebte und in dessen Auftrag die Kapelle der Aachener Königspfalz, errichtete. Sie wurde 798 geweiht und bildete den zentralen Bau des Aachener Doms. Odos Existenz und Wirken sind lediglich durch eine Inschrift bekannt, die ihrerseits in einer Sammelhandschrift aus dem 9. oder 10. Jahrhundert überliefert ist.
Neben der Aachener Pfalzkapelle soll er auch für das Oratorium von Germigny-des-Prés verantwortlich gezeichnet haben, das im Jahre 806 fertiggestellt wurde. Ferner wird mitunter behauptet, er sei armenischer Herkunft gewesen. Josef Strzygowski hatte die These möglicher armenischer Vorbilder der Pfalzkapelle, die allerdings in der kunsthistorischen Forschung nicht akzeptiert wurde.
In den achtziger Jahren forschte jedoch ein armenischer Architekt im Aachener Dom, der eine armenische Inschrift entdeckte. Die Übersetzung soll lauten: „Odo, der aus Metz kam, stammt aus dem Land, wo die Arche Noah am Heiligen Berg gestrandet ist.“ Gemeint ist der Berg Ararat, doch Belege für diese These gibt es nicht.